# Eiji Sato
Eiji Sato (佐藤 英二 Sato Eiji?,  nacido el 8 de abril de 1971 en Tokio) es un exfutbolista japonés que se desempeñaba como centrocampista.

## Trayectoria

### Clubes
| Club         | País  | Año         |
| ------------ | ----- | ----------- |
| Urawa Reds   | Japón | 1990 - 1993 |
| Fukushima FC | Japón | 1995        |
| Sony Sendai  | Japón | 1996 - 2002 |